# Toivo Alavirta
Toivo Villiam Alavirta (né Ahlström, le 27 juin 1890 à Tammela et mort le 23 juin 1940 à Oust-Vym) est un journaliste finlandais et député du Parti social-démocrate de Finlande.

## Biographie
Pendant la guerre civile finlandaise de 1918, Toivo Alavirta travaille pour la République socialiste des travailleurs de Finlande.
Après la guerre civile, Toivo Alavirta s'enfuit en Russie soviétique.
Il devient membre du Parti communiste de Finlande et du  Parti communiste de l'Union soviétique et travaille en tant que journaliste et fonctionnaire du Parti de la République socialiste soviétique autonome de Carélie.
En 1935, lors des Grandes Purges staliniennes, Toivo Alavirta est accusé de nationalisme et exclu du Parti communiste.
Le 23 août 1937, il est arrêté par le NKVD et condamné à huit ans de prison.
Il meurt le 23 juin 1940 dans un camp de prisonniers à Oust-Vym, en République des Komis. Il est réhabilité à titre posthume par les autorités soviétiques en 1955.